# Mishima Tokiwa
Mishima Tokiwa est un nom japonais traditionnel ; le nom de famille (ou le nom d'école), Mishima, précède donc le prénom (ou le nom d'artiste).
Mishima Tokiwa (三島 常盤, 1854-1941) est un photographe japonais.